# International Mathematics Research Notices
International Mathematics Research Notices is een internationaal, aan collegiale toetsing onderworpen wetenschappelijk tijdschrift op het gebied van de wiskunde.
De naam wordt in literatuurverwijzingen meestal afgekort tot Int. Math. Res. Not.
Het wordt uitgegeven door Oxford University Press en verschijnt maandelijks.
Het eerste nummer verscheen in 1991.